# Peter Hecker

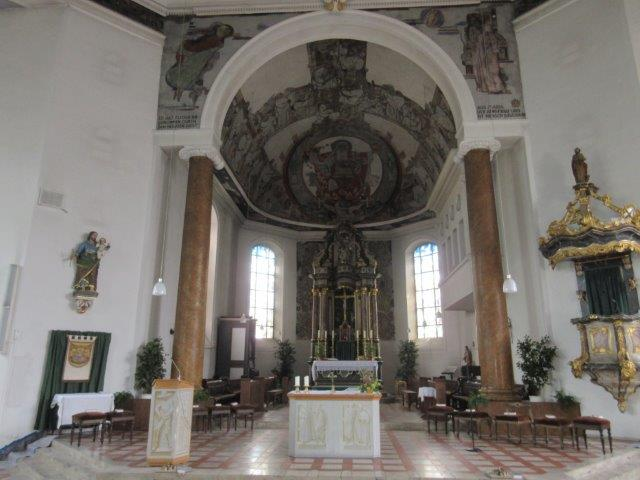
Altarraum der Kreuzerhöhungskirche in Wissen.

Peter Hecker (* 13. April 1884 in Türnich; † 28. Dezember 1971 in Odenthal-Scheuren) war ein deutscher Maler.

## Leben und Werk
Peter Hecker malte hauptsächlich Andachtsbilder, zumeist direkt auf Kirchenwände. Einige wenige profane Gemälde fanden sich in der Ordensburg Vogelsang und in der zerstörten Kölner Oper am Rudolfplatz.
In den Jahren 1906 bis 1908 besuchte Hecker die Kunstakademie Düsseldorf. Im Ersten Weltkrieg war er Soldat. Seine Fronterlebnisse flossen mitunter in seine kirchlichen Wandmalereien mit ein, etwa in einige Wandgemälde in der Frechener Kirche St. Audomar. Ein Frühwerk von Hecker war die Ausmalung der Köln-Ehrenfelder Kirche St. Mechtern, die über das Kölner Institut für religiöse Kunst vermittelt wurde. St. Mechtern wurde im Zweiten Weltkrieg weitgehend zerstört. Zwar sind einige Reste der Ausmalung erhalten geblieben, doch sein Heiland des 20. Jahrhunderts blieb es nicht. Auf diesem Bild sammelt Christus vom Schicksal gebeutelte Menschen um sich, während im Hintergrund das dekadente Nachtleben der Großstadt der 1920er Jahre dargestellt ist.
Das Schicksal von Zerstörung ereilte auch die Ausmalung einer alten Kirche in Arnoldsweiler bei Düren. Nach dem Zweiten Weltkrieg erhielt Hecker erneut den Auftrag, die Kirche auszumalen. Neben seinen obligatorischen Heiligenbildern sieht man nun einen Sensenmann auf einem der todbringenden Flugzeuge des zu Ende gegangenen Krieges reiten.
Bedeutend ist auch die Ausmalung der Kreuzerhöhungskirche in Wissen an der Sieg. Diese blieb vollständig erhalten und ist konzeptionell interessant, da sich die Ausmalung auf den Altar hin konzentriert. Sie steht damit im Einklang mit den Ideen der Liturgischen Bewegung, welche die Altar- bzw. Christo-Zentriertheit in den Mittelpunkt ihrer Überlegungen stellte. Die Arnoldsweiler-Ausmalung kennt das nicht, da sich der eigentliche Altar in einer historistischen Hauptkirche neben der Grabeskirche des hl. Arnold befindet.
Hecker malte im Laufe der Jahre etliche weitere Kirchen aus, die meisten im Rheinland. Aber auch in der Sankt-Hedwigs-Kathedrale zu Berlin war er tätig. Ein letztes Werk findet sich im Kölner Dom. Unter der aus Beton gegossenen Orgelempore widmete er sich dem Thema Musik. Biblische Fundstellen, in denen Musik angesprochen wird, wie zum Beispiel die Posaunen von Jericho, sind dort bildlich umgesetzt. Eine Reverenz an den Auftraggeber enthält dieses Werk auch: Der Kölner Erzbischof Joseph Kardinal Frings spielt Geige.
Hecker starb 1971 im Alter von 87 Jahren. Die Familiengrabstätte befindet sich auf dem Kölner Melaten-Friedhof.
Siehe auch: Expressionistische Kirchenmalerei

## Kirchen mit Gemälden von Peter Hecker
- Kölner Dom (Gewölbe unter der Orgelempore)
- St. Johannes Enthauptung (Koblenz)
- Kriegergedächtniskapelle von Alt St. Alban (Teil des Kölner Gürzenich)
- Kriegergedächtniskapelle von St. Mechtern (Köln) (im Zweiten Weltkrieg zerstört)
- St.-Patrokli-Dom (Soest)
- St. Albertus Magnus (Köln)
- St. Georg (Köln)
- St. Agatha (Merchingen (Merzig)) Bauwerk des Kirchenexpressionisten Clemens Holzmeister
- St. Nikolaus (Köln-Sülz)
- St. Nikolaus (Bensberg) (Kreuzweg)
- St. Marien (Recklinghausen-Süd)
- Kath. Kirche Herz Jesu (Leverkusen-Wiesdorf)
- St.-Hedwigs-Kathedrale (Berlin) (im Zweiten Weltkrieg zerstört)
- St. Audomar (Frechen)
- St. Marien (Neuss)[3]
- St. Barbara (Neuss)[4]
- Krankenhauskirche St. Elisabeth (Köln)
- Kreuzerhöhungskirche in Wissen an der Sieg (Gewölbe)
- 1952 und 1954: Klein St. Arnold (Arnoldsweiler)[5]
- 1955–1960: St. Martin (Aldenhoven)[6]
- St. Maria Lyskirchen (Köln)
- St. Martinus (Burg), Altarfenster, hier fügte er 1969 zwei Astronauten in den Mond ein, um an die Mondlandung zu erinnern.[7][8]
- Sankt Raphael (Wuppertal)
- Alt St. Martin (Muffendorf)
- St. Severin (Mehlem)
- St. Andreas (Köln) (Chor und Kreuzweg)
- St. Margareta (Kloster Arnstein)
- St.-Franziskus-Schule Olpe, Treppenhaus, Fresko mit der Szene Predigt des hl. Franziskus, 1948
- Generalvikariat des Erzbistums Köln, Marzellenstraße 32, Fresko im Treppenhaus misereor quadrogesima MCMLVIIII, 1959.
- Herseler-Werth-Schule, Bornheim-Hersel/Rhein[9]
- Romanische Pfarrkirche St. Arnoldus in Arnoldsweiler
- Thomas-Morus-Akademie Bensberg (großer Kreuzweg)
- St. Elisabeth in Köln (Chor)